# Unión Nacional Laborista
La Unión Nacional Laborista fue un partido político chileno, creado en 1958 por el diputado independiente Antonio Zamorano para apoyar su candidatura en la elección presidencial de 1958.

## Historia

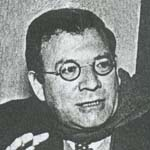
Antonio Zamorano, apodado como «el cura de Catapilco», fue el fundador y líder del partido.

Antonio Zamorano Herrera, expárroco de la localidad de Catapilco, Zapallar, tuvo dificultades en 1956 con el Obispo de su diócesis, razón por la cual abandonó sus tareas sacerdotales y se dedicó a la política. Fue elegido como diputado independiente por la provincia de Valparaíso en 1957.
Con motivo de la elección presidencial de 1958, Zamorano se presentó como candidato, y para ello fundó el partido Unión Nacional Laborista. En las elecciones logró solo 41.304 votos, equivalentes al 3,26 por ciento de los sufragios. Esta exigua votación permitió —según los analistas— que Jorge Alessandri Rodríguez, independiente de derecha, se impusiera sobre Salvador Allende, el candidato de izquierda, evitando que el socialismo llegase a gobernar en Chile más de una década antes. 
El 9 de octubre de 1959 el UNL fue inscrito oficialmente ante la Dirección del Registro Electoral bajo el nombre «Unión Nacional», liderado por Zamorano, con el objetivo de competir en las elecciones municipales de 1960. El partido se presentó a las elecciones parlamentarias de 1961, obteniendo una escasa votación y no logró tener representación en el Congreso Nacional, desapareciendo como partido político.

## Historial electoral

### Elecciones parlamentarias
| Elección | Diputados | Diputados       | Diputados |
| Elección | Votos     | % de votos      | Escaños   |
| -------- | --------- | --------------- | --------- |
| 1961     | 3394      | \| \| 0,25 % \| | 0/147     |
|          | 0,25 %    |                 |           |

### Elecciones municipales
| Elección | Votos  | % de votos      | Regidores |
| -------- | ------ | --------------- | --------- |
| 1960     | 2819   | \| \| 0,24 % \| | 0/1558    |
|          | 0,24 % |                 |           |